# Коваленко Костянтин Валерійович
Костянтин Коваленко (біл. Канстанцін Валер'евіч Каваленка, нар. 2 лютого 1975, Рогачов, БРСР) — радянський, білоруський та російський футболіст, нападник та півзахисник.

## Життєпис
Вихованець ДЮСШ (Гомель). Футбольну кар'єру розпочав у клубах другої ліги Краснодарського краю.
У 1995 році на правах оренди перейшов «Кременя». Дебютував за команду з Кременчука 3 березня 1996 року в переможному (3:1) виїзному поєдинку 1/16 фіналу кубку України проти алчевської «Сталі». Костянтин вийшов на поле в стартовому складі, на 12-й та 45-й хвилинах відзначився забитими м'ячами, а на 46-й хвилині його замінив Андрій Чернов. У Вищій лізі чемпіонату України дебютував 13 березня 1996 року в переможному (3:2) домашньому матчі 18-го туру проти «Миколаєва». Коваленко вийшов на поле в стартовому складі та відіграв увесь поєдинок, а на 44-й хвилині отримав жовту картку. Єдиним голом у вищій лізі відзначився 6 квітня 1996 року на 88-й хвилині переможного (6:1) матчу 22-го туру проти львівських «Карпат». Костянтин у тому поєдинку вийшов на поле в стартовому складі та відіграв до фінального свистка. У футболці «Кременя» в чемпіонатах України зіграв 10 матчів та відзначився 1 голом, ще 4 поєдинки (2 голи) провів у кубку України. Після цього на вищому рівні виступав за російські «Спартак» (Москва), «Жемчужину» (Сочі), «Аланія» (Владикавказ), «Чорноморець» (Новоросійськ), Сатурн-РЕН-ТВ (Раменське).
Зіграв два матчі за збірну Білорусі.
Після відходу зі «Спартака» права на Коваленка викупили у клубу приватні особи, через що футболіст був змушений за два роки змінити велику кількість клубів. У 1999 році трансферний лист Коваленка викупила «Аланія».
Для кар'єри Коваленка було характерно демонструвати нестриману поведінку на полі і грубо порушувати режим, за що він отримав прізвиська «анфан террібл» і «найскандальніший російський футболіст».
27 жовтня 2008 року в матчі другого дивізіону «Сочі-04» — «Олімпія» (Волгоград) на 76-й хвилині вдарив арбітра зустрічі Сергія Тимофєєва кулаком в обличчя, що могло призвести до дворічної дискваліфікації Коваленка й судового позову з боку Тимофєєва, який отримав струс мозку.
10 листопада 2008 року Російський футбольний союз зробив у понеділок спеціальне пояснення в зв'язку з дисциплінарними санкціями щодо Коваленка. Згідно з рішенням Контрольно-дисциплінарного комітету РФС від 7 листопада Костянтину Коваленку заборонено займатися будь-якою, пов'язаної з футболом діяльністю (в тому числі брати участь в будь-яких змаганнях під егідою РФС, займатися тренерською діяльністю і займати будь-які посади в футбольних клубах) терміном на один рік.
Станом на початок 2010 року проживає в Краснодарі.
Старший брат Андрій також футболіст.

## Досягнення
- Прем'єр-ліга (Росія)
  -  Чемпіон (1): 1996